# Γ-胍丁酸
γ-胍丁酸是一种有机化合物，化学式为C5H11N3O2。它可由甲脒磺酸和4-氨基丁酸在碳酸钾存在下反应制得。
它存在于牛蒡中，并可用60%甲醇提取，通过Amberlite IR-120树脂分离得到。